# Lyon populaire
Lyon populaire est un groupe d'ultradroite lyonnais, appartenant à la mouvance nationale-révolutionnaire, fondé en 2019.

## Histoire
Se définissant comme une « communauté militante, solidaire et enracinée », Lyon populaire est fondé en 2019, après la dissolution du Bastion social par le gouvernement cette même année.

### Activité
Le groupe organise depuis 2023 un forum au mois de mars qui rassemble jusqu'à plusieurs centaines de militants nationalistes. Le forum est consacré au thème de l'implantation locale en 2023, de l'écologie intégrale en 2024 et de la justice sociale en 2025.
L'organisation possède un mouvement de jeunesse d'une quinzaine de membres, fondé en avril 2024 appelé « Jeunesse Lyon Populaire ».

### Syncrétisme politique
Le militant de Lyon Populaire incarne un ensemble idéologique, entre soralisme, références à l’Action française, fascination pour les fascismes, critiques de la modernité, antisémitisme, anarchisme et idéalisation de l’ordre burgonde. Ce mélange idéologique fait de lui un anti-tout : anti-bourgeois, anti-woke et anti-système. On retrouve ces différentes idéologies à l'occasion du forum Justice Sociale organisé par Lyon Populaire.

### Polémiques
En mars 2022, selon Rue89 Lyon, trois membres du groupe participent, aux côtés de militants néonazis, à l'agression de militants antifascistes à Clermont-Ferrand.
En février 2024, le fondateur du groupe est placé en détention provisoire, accusé d'avoir participé à une attaque contre un local associatif,,.
En mars 2024, la préfecture du Rhône interdit le forum annuel du groupe, évoquant des symboles apparentés au nazisme, la présence d'invités appartenant à l'ultradroite et le risque d'affrontement avec des mouvements d'extrême gauche,. Malgré l'interdiction préfectorale, le forum a lieu — sous forme réduite — sur la commune de Thurins.
En 2024, des militants écologistes se sont opposés à Lyon Populaire, les qualifiant d'écofascistes,.

### Dissolution
Le 16 mai 2025, le ministre de l'Intérieur Bruno Retailleau annonce entamer une procédure de dissolution par décret en Conseil des ministres de l'association à qui il reproche « le fait de provoquer des agissements violents contre les personnes, provocations bien souvent suivies d’effets ». Dans un communiqué, le ministre de l'Intérieur a rappelé avoir engagé des procédures contre un mouvement promouvant « l'apologie de la collaboration avec le nazisme et de provoquer à la haine, à la violence et à la discrimination envers les étrangers ».
Notifié par courrier le 28 avril, les responsables ont indiqué « ne pas faire appel de cette décision injuste, qui manifeste tout le mensonge de ce prétendu état de droit. » Et ainsi préférer « utiliser notre temps et notre argent au service de projets concrets et utiles à leur échelle ».
Le 12 juin 2025, Bruno Retailleau annonce la dissolution de Lyon Populaire.
Suivant cette dissolution, les néofascistes lyonnais se fédèrent autour du groupuscule Audace Lyon nouvellement réactivé.

## Idéologie
Lyon populaire est lié à la mouvance nationale-révolutionnaire (NR) et à la mouvance identitaire. Sa ligne est radicalement hostile à l'immigration non-européenne, notamment pendant l'affaire Lola Daviet et l'affaire Thomas Perotto où les membres ont collé des affiches contre l'immigration et en participant à des manifestations non autorisées.
Selon l'historien Nicolas Lebourg — qui évoque à leur sujet une radicalité antisémite — « le fond idéologique reste très clairement celui du fascisme ».
Le groupe soutient le nationalisme écologique et l'écologie intégrale,.
Sur la guerre russo-ukrainienne, Lyon Populaire se positionne en faveur de l'Ukraine et engage une collecte pour les réfugiés ukrainiens après le déclenchement de l'invasion de l'Ukraine par la Russie ; un de leurs militants a combattu en Ukraine dans le régiment Azov.